# Lago Bertrand
El lago Bertrand es un cuerpo acuático de origen glaciario ubicado en la Patagonia chilena, en la Región Aysén del General Carlos Ibáñez del Campo. Este lago tiene una superficie de 48,1 km². Su desagüe se produce en un embudo que el lago forma en el nacimiento del río Baker.

## Ubicación y descripción
Está rodeado por montañas y glaciares de la cordillera de los Andes. Desagua en el océano Pacífico a través del río Baker, el río más caudaloso de Chile. Nace en el sector meridional del lago General Carrera. Tiene forma de media luna o coma, con una longitud total entre los extremos de 19 km —desde el lago General Carrera hasta el nacimiento del río Baker—; su anchura máxima es de unos 7 km.
El clima de su entorno es frío, y ventoso. En 1971 y 1991, la erupción del volcán Hudson provocó daños en esta zona, cuya economía se basa principalmente en la ganadería ovina.
Está rodeado por varios cordones montañosos, destacando el cordón Contreras —en el parque nacional Laguna San Rafael—, y el cordón Soler. 
lucer lucer mega lucer
Hans Niemeyer lo describe así:: 563 
La prolongación hacia el sur del lago General Carrera es el lago Bertrand, comunicados entre amboa a través de un breve canal de unos 300 m de ancho. Del extremo sur de este lago nace, como queda dicho, el río Baker. El lago Bertrand tiene forma cuadrangular con un eje mayor orientado aproximadamente N-S de 18 km y un ancho de 3 a 4 km. La superficie alcanza a 70 km². Ofrece algunas irregularidades notables en su contorno. En el flanco oriental, se abre una profunda ensenada donde se sitúa Puerto Seguel y recibe el emisario de un pequeño lago elongado en su extremo norte. En el extremo sur-oeste el Bertrand recibe el emisario del lago Plomo. Aparte de este importante aporte, al lago Bertrand llegan cursos breves por su ribera poniente que descienden de las altas serranías con cumbres englazadas que flanquean al lago, como son el Cordón Contreras y el cerro Campamento (1800).

## Hidrografía
Es de origen glaciar y su desagüe, el río Baker, posee un régimen pluvio-nival, en el que las mayores crecidas se producen durante los meses de verano, producto del derretimiento de los glaciares que lo alimentan, originados en el Campo de Hielo Patagónico Norte y en los cordones que rodean al lago, por ejemplo el glaciar Pascal o el ventisquero Newbold, colgado sobre la estancia El Álamo, en la misma ribera lacustre centro-occidental. Entre sus tributarios también destacan los lagos Negro, y Plomo, este último alimentado por el río Soler.

## Historia
Lleva su nombre en honor al ingeniero Alejandro Bertrand, jefe de la comisión de límites a fines del siglo XIX.: 563 
Luis Risopatrón lo describe en su Diccionario Jeográfico de Chile de 1924:: 80 
Bertrand (Lago) 46° 55' 72° 52'. Tiene unos 100 km² de superficie i se encuentra a continuación del estremo SW del lago Buenos Aires, con el que se comunica por un rio de poca corriente i 300 m de largo; desagua en su parte S, por el rio Baker, que sale en forma de un torrente. 121, p. 22, 47 i 76; 134; i 156; i Soler en 154.

## Población, economía y ecología
La única localidad que se encuentra en sus costas es Puerto Bertrand, emplazada en el extremo sur del lago, sobre su desagüe. Es una localidad de menos de 300 habitantes, dependiente de la municipalidad de Chile Chico.

### Atractivos turísticos
SERNATUR lo describe como:: 176 
Este lago tiene cualidades especiales para la pesca deportiva y la navegación recreativa, sus aguas son de color turquesa. Recibe las aguas del lago General Carrera por un corto tramo de río de aproximadamente 2 km. También recibe las aguas del lago Plomo proveniente de deshielos de glaciares con un alto contenido de sedimentos. En su ribera norte se localiza Puerto Bertrand. En este lago se realiza todos los años, en el mes de febrero, un campeonato internacional de pesca deportiva.

Perspectivas
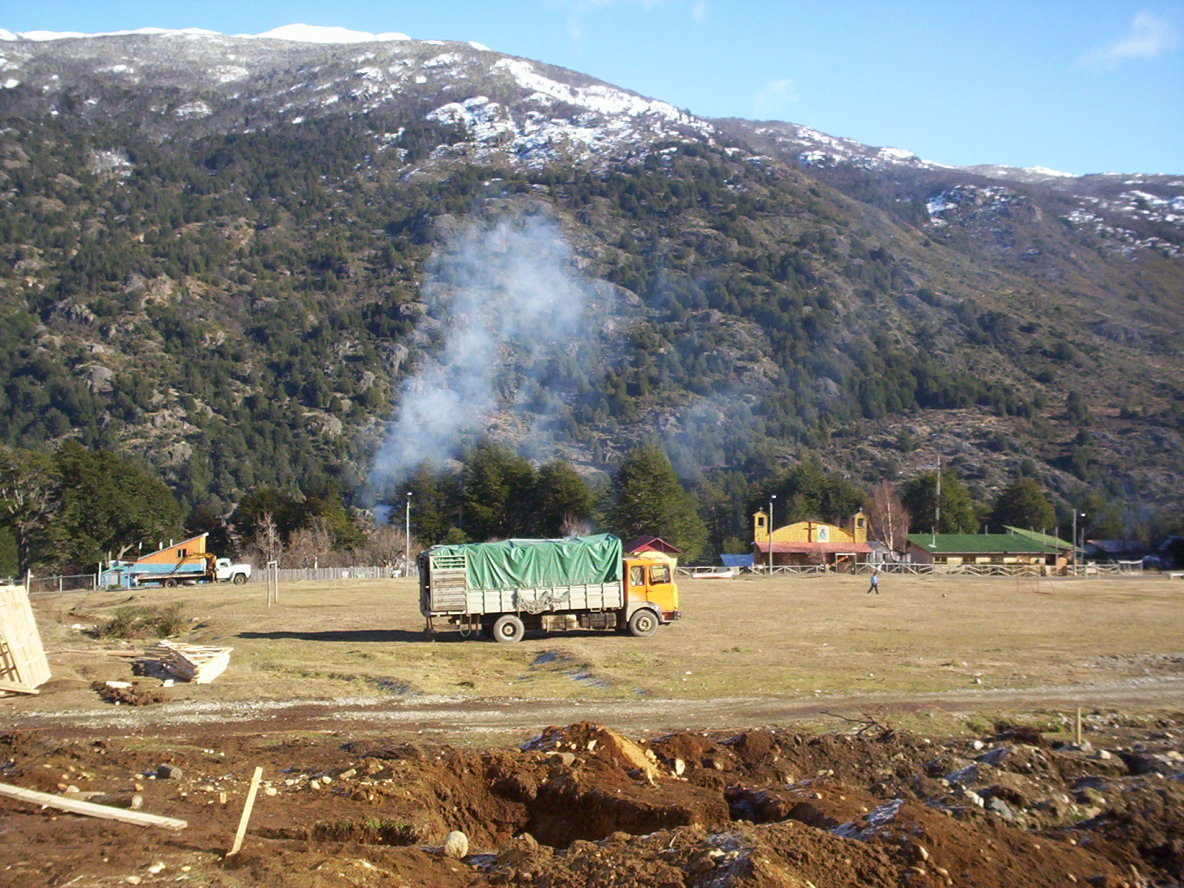
Puerto Bertrand, en el año 2006.
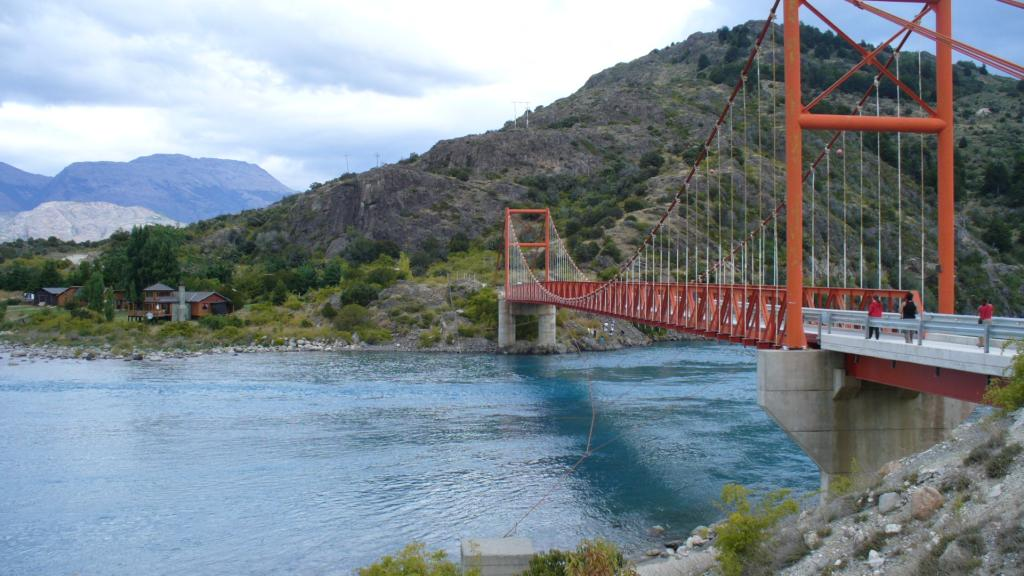
Puente sobre el nacimiento del lago Bertrand.

La atracción más importante del lago es la práctica de la pesca deportiva, ya que es posible efectuar buenas capturas, sobre todo de Truchas Arco-iris, Fario y Perca.
Otro deporte que es posible practicar en el lago es el kayak. También destaca el ecoturismo, ya que en sus alrededores abundan los paisajes vírgenes, altas montañas, bosques subantárticos de lenga, con su fauna asociada, de cuyas especies destaca el huemul, un cérvido en peligro de extinción.

### Acceso
Este lago ha mantenido un prolongado aislamiento con respecto del resto de Chile, hasta que la apertura a comienzos de la década de 1990 de la Carretera Austral permitió su conexión directa con el resto del país, lo que produjo un auge turístico.
El acceso al lago desde Coyhaique —la capital Regional—, es en dirección sur por la ruta 7 Sur, distante aproximadamente 248 km. El acceso mediante esta ruta se puede realizar en cualquier época del año; en invierno con precaución debido a la presencia, en varios tramos de la carretera, de nieve y escarcha.
También se puede acceder desde la Argentina, tomando la ruta 40 hacia el sur y desviándose hacia Los Antiguos mediante la RP 43, donde se encuentra el Paso Internacional Los Antiguos, que une dicha ciudad con Chile Chico, y luego se continúa por la ruta 265, la que termina en la carretera Austral, a 3 km al oeste del lago.